# Saint-Paul-de-Jarrat
Saint-Paul-de-Jarrat (okzitanisch Sent Pau de Jarrat) ist eine südfranzösische Gemeinde mit 1.354 Einwohnern (Stand: 1. Januar 2022) im Département Ariège in der Region Okzitanien (vor 2016: Midi-Pyrénées); sie gehört zum Arrondissement Foix und ist Mitglied im Gemeindeverband L’Agglo Foix-Varilhes. Die Einwohner werden Saint-Paulans und Saint-Paulanes genannt.

## Geografie

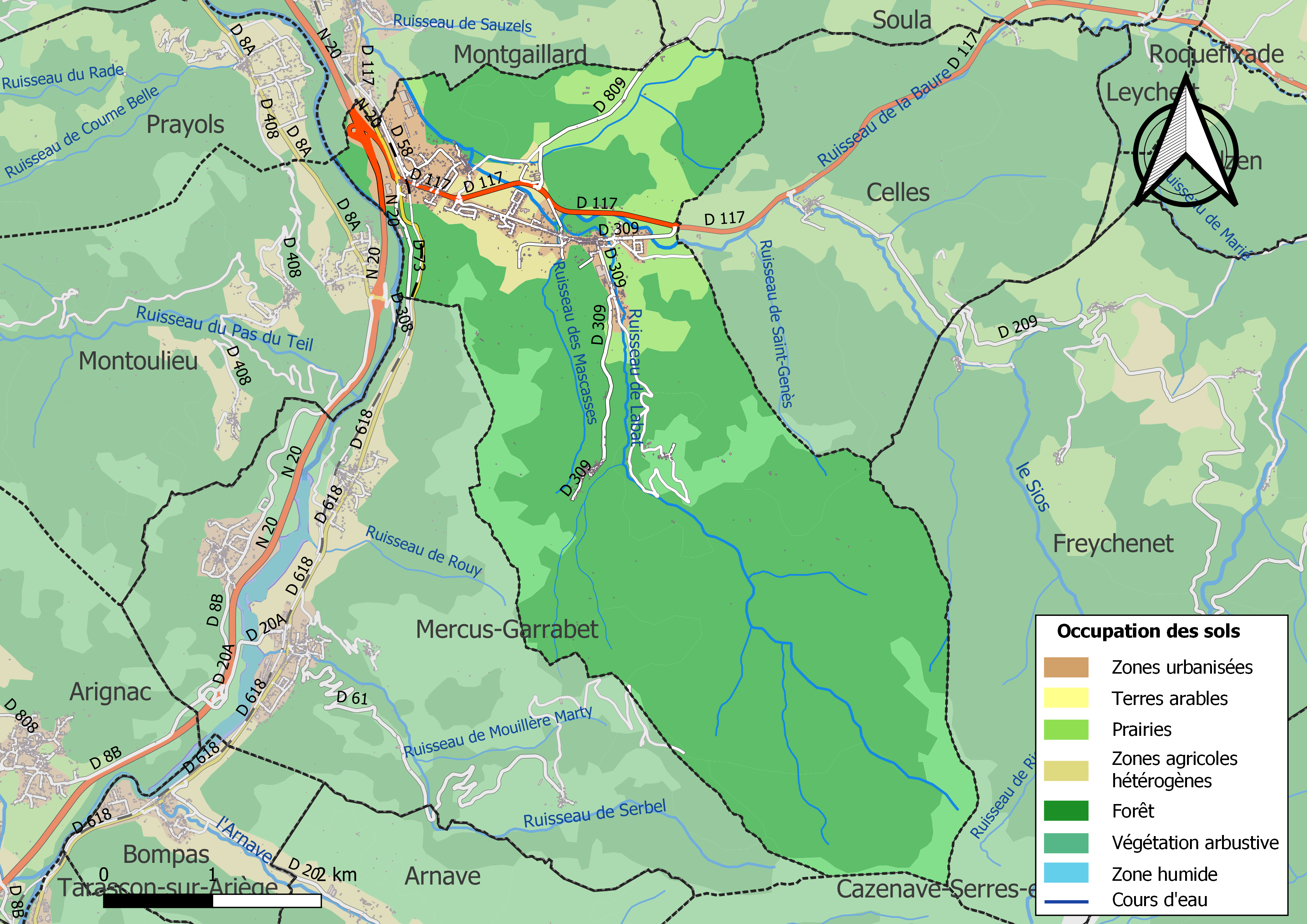
Bodennutzung, Hydrografie und Infrastruktur der Gemeinde

Die Gemeinde ist historisch und kulturell Teil des Pays de Foix und liegt etwa sieben Kilometer südöstlich von Foix sowie etwa 80 Kilometer südsüdöstlich von Toulouse am rechten Ufer der Ariège. Höchster Punkt der Gemeinde ist der Pic de la Lauzate (1800 m) im Süden an der Grenze zu den Nachbargemeinden Freychenet und Cazenave-Serres-et-Allens. Saint-Paul-de-Jarrat befindet sich im Einzugsgebiet der Garonne und wird außer von der Ariège vom Sios, vom Ruisseau de Labat, vom Ruisseau de Gandou, vom Ruisseau de Saint-Genès, vom Ruisseau des Mascasses und von verschiedenen kleineren Bächen entwässert. Das Gemeindegebiet ist Teil des Natura 2000-Schutzgebiets „Garonne, Ariège, Hers, Salat, Pique et Neste“, das hauptsächlich der Fischwanderung gewidmet ist, und von sieben ZNIEFF-Naturgebieten. Über vier Fünftel der Fläche der Gemeinde sind bewaldet oder naturbelassen, etwas über 10 % werden landwirtschaftlich genutzt (Kulturboden oder Grünland).
Umgeben wird Saint-Paul-de-Jarrat von den Nachbargemeinden Montgailhard und Soula im Norden, Celles im Osten und Nordosten, Freychenet im Osten und Südosten, Cazenave-Serres-et-Allens im Süden, Mercus-Garrabet im Westen und Südwesten, Montoulieu im Westen sowie Prayols über einen Berührungspunkt im Nordwesten.

## Bevölkerungsentwicklung

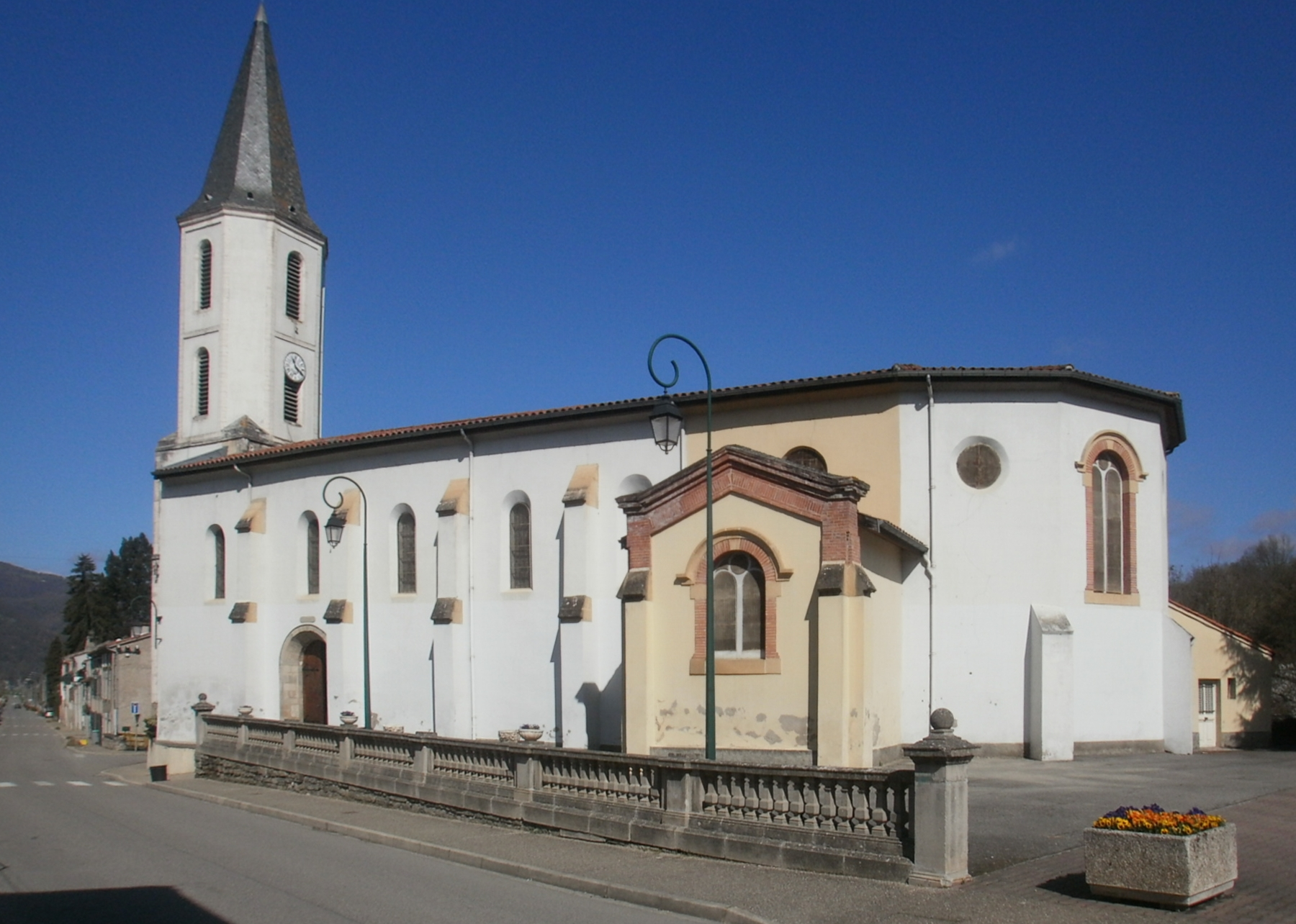
Kirche Saint-Germier

| Jahr                       | 1962 | 1968 | 1975 | 1982 | 1990 | 1999 | 2006 | 2013 | 2020 |
| Einwohner                  | 877  | 1103 | 1068 | 1100 | 1261 | 1224 | 1233 | 1245 | 1337 |
| Quellen: Cassini und INSEE |      |      |      |      |      |      |      |      |      |

## Sehenswürdigkeiten
- Kirche Saint-Germier aus dem 16. Jahrhundert
- Schloss Labat, frühere Burg, während der Hugenottenkriege zerstört, Anfang des 17. Jahrhunderts aufgebaut, Umbauten bis in das 20. Jahrhundert
- Burg, im 16. Jahrhundert zum Schloss umgestaltet, Turm aus dem 12. Jahrhundert
- Waschhaus von 1921

## Verkehr
Saint-Paul-de-Jarrat ist mit einer Anschlussstelle an die autobahnähnlich ausgebaute Route nationale 20 angebunden, die nördlich über Foix und Pamiers in die Autoroute A 66 „L’Ariégeoise“ übergeht, im Süden bis an die spanische Grenze bei Puigcerdà geführt wird.
Die Anschlussstelle ist Ausgangspunkt der Departementsstraße 117 (ehemalige Route nationale 117), die das Gemeindegebiet durchquert und es mit Lavelanet über Celles im Osten verbindet. Zwei Linien der regionalen Transportgesellschaft liO verbinden Saint-Paul-de-Jarrat mit Tarascon-sur-Ariège, Lavelanet und Pamiers über Foix.
Die Gemeinde liegt an der Bahnstrecke Portet-Saint-Simon–Puigcerdà ohne Haltepunkt.